# Тиро
Тиро в древногръцката митология е тесалийска принцеса.

## Семейство
Тя е смъртна жена, съпруга на Кретей, от когото ражда Езон, Ферес и Амитаон. Според някои сведения тя има и дъщеря на име Фалана, която дава името на град Фалана в Тесалия. Дъщеря е на Салмоней. Тиро била влюбена в речния бог Енипей, който я отхвърлил. Един ден Посейдон прелъстил Тиро, приемайки облика на Енипей. От тази връзка се родили близнаците Нелей и Пелий.

## Митология
Бащата на Тиро – Салмоней е брат на Атамас и Сизиф. Смята се, че тя изоставя децата си от Посейдон в планината. Те са намерени от пастир, който ги отглежда като свои деца. Когато близнаците пораснали и достигнали пълнолетие, намерили майка си и убили Сидеро. Салмоней се жени за Сидеро, когато съпругата му Алкидика, майка на Тиро, умира. Сидеро се крие в храм на Хера, но Пелиас я убива, предизвиквайки омразата на Хера към него и покровителството ѝ над Язон и аргонавтите в дългия им стремеж към Златното руно. Скоро Тиро се жени за Сизиф – неин чичо, и двамата имат 2 деца. Смятало се, че тези две деца ще убият баща ѝ Салмоней и тя ги убила, за да го предпази.